# فانتزی-ایمپرمپتو

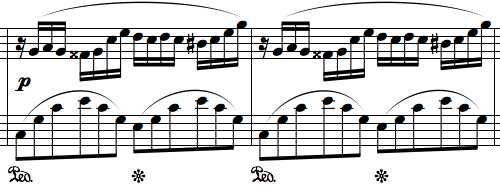
مضمون اصلی فانتزی-ایمپرمپتو

فانتزی-ایمپرمپتو (ایمپرمپتو یعنی بداهه)، در دو دیز مینور، شماره اثر پس از مرگ ۶۶، شماره آثار شوپن ۴۶، یک تک‌نوازی پیانو اثر فردریک شوپن است. این اثر در سال ۱۸۳۴ ساخته شد و برخلاف وصیت شوپن مبنی بر اینکه هیچ‌یک از دست‌نوشت‌های منتشرنشده او پس از مرگش منتشر نشود، در سال ۱۸۵۵ منتشر شد. فانتزی-ایمپرمپتو، یکی از مشهورترین ساخته‌های شوپن است که بارها توسط نوازندگان پیانو اجرا شده‌است.